# پانته‌آ بهرام
پانته‌آ بهرام سیفلا (۱۳ اسفند ۱۳۴۸) بازیگر اهل ایران است. او برای بازی در فیلم و تئاتر، نامزد و برندهٔ چند جایزه از جشنواره فیلم فجر شده است. فعالیت او با بازی در سری سوم مجموعه تلویزیونی آینه (۱۳۶۸) آغاز شد و همان سال نیز در هامون داریوش مهرجویی ظاهر شد. او برای بازی در بچه‌های ابدی (۱۳۸۵) برندهٔ سیمرغ بلورین باز‌یگر نقش مکمل زن از جشنواره فیلم فجر شد. جدا از سینما و تلویزیون، او در بیش از ۲۰ تئاتر، مانند مرگ یزدگرد، بازی کرده است.

## زندگی
او دانش‌آموختهٔ مدرسه هنر و ادبیات صدا و سیما و ادبیات نمایشی است. در ۱۳۶۶، بازیگری را آکادمیک با تحصیل در این رشته در مدرسه صدا و سیما آغاز کرد. نخستین حضور او در تئاتر، ۱۳۶۷، بازی در برابر تماشاگر در تالار هنر و قصه شبنم بود. ۱۳۷۱ با تحصیل در ادبیات نمایشی، گام تازه‌ای در یادگیری آکادمیک هنرهای نمایشی برداشت.
او در بحبوحه جنبش زن، زندگی، آزادی عکسی بدون حجاب از خود در صفحه اینستاگرامش منتشر کرد که متن زیر عکس حاوی هشتگ‌های مانند «زن، زندگی، آزادی» و بازیگرانی بود که به خاطر برداشتن حجاب بازداشت شده بودند. او همچنین بعداً، با وجود تهدید مقامات جمهوری اسلامی ایران، در اکران مردمی آخرین قسمت سریال پوست شیر بدون حجاب حاضر شد. در پی این اقدام، مرکز اطلاع‌رسانی پلیس تهران اعلام کرد برای او به جرم «کشف حجاب» در ملأ عام و انتشار تصاویر در فضای مجازی پرونده قضایی تشکیل شده است. او یکشنبه ۳۱ اردیبهشت ۱۴۰۲، دوباره بدون حجاب اجباری در مراسم تشییع رضا حداد شرکت کرد که با استقبال کاربران شبکه‌های اجتماعی روبه‌رو شد.

## فیلم‌شناسی

### سینمایی
| سال  | نام فیلم               | کارگردان         |
| ---- | ---------------------- | ---------------- |
| ۱۳۹۹ | خائن کشی               | مسعود کیمیایی    |
| ۱۳۹۸ | شنای پروانه            | محمد کارت        |
| ۱۳۹۷ | آینده                  | امیر پورکیان     |
| ۱۳۹۶ | شاید عشق نبود          | سعید ابراهیمی فر |
| ۱۳۹۴ | گذر موقت               | افشین هاشمی      |
| ۱۳۹۳ | کوچه بی‌نام             | هاتف علیمردانی   |
| ۱۳۹۲ | طبقه حساس              | کمال تبریزی      |
| ۱۳۹۲ | تراژدی                 | آزیتا موگویی     |
| ۱۳۹۲ | بیگانه                 | بهرام توکلی      |
| ۱۳۹۲ | بلوک۹ خروجی۲           | علیرضا امینی     |
| ۱۳۹۱ | گس                     | کیارش اسدی‌زاده   |
| ۱۳۹۱ | روز روشن               | حسین شهابی       |
| ۱۳۹۰ | میگرن                  | مانلی شجاعی فرد  |
| ۱۳۹۰ | بی خود و بی جهت        | عبدالرضا کاهانی  |
| ۱۳۸۹ | من مادر هستم           | فریدون جیرانی    |
| ۱۳۸۹ | اسب حیوان نجیبی است    | عبدالرضا کاهانی  |
| ۱۳۸۸ | بدرود بغداد            | مهدی نادری       |
| ۱۳۸۸ | خواب‌های دنباله دار     | پوران درخشنده    |
| ۱۳۸۸ | طهران:روزهای آشنایی    | داریوش مهرجویی   |
| ۱۳۸۸ | هیچ                    | عبدالرضا کاهانی  |
| ۱۳۸۷ | پستچی سه بار در نمی‌زند | حسن فتحی         |
| ۱۳۸۵ | اقلیما                 | محمدمهدی عسگرپور |
| ۱۳۸۵ | بچه‌های ابدی            | پوران درخشنده    |
| ۱۳۸۴ | چهارشنبه‌سوری           | اصغر فرهادی      |
| ۱۳۸۱ | غوغا                   | سعید سهیلی       |
| ۱۳۸۱ | بانوی من               | یدالله صمدی      |
| ۱۳۸۱ | توکیو بدون توقف        | سعید عالم‌زاده    |
| ۱۳۷۸ | عینک دودی              | محمدحسین لطیفی   |
| ۱۳۷۵ | زشت و زیبا             | احمدرضا معتمدی   |
| ۱۳۶۸ | هامون                  | داریوش مهرجویی   |

### تئاتر
- آتقی و شهر خیال (۱۳۶۹)
- مجلس عاشقانه سلیمان و بلقیس (۱۳۶۹)
- مرگ یزدگرد (۱۳۷۰)
- شب بخیر مادر (۷۵–۱۳۷۴)
- زمستان ۶۶ (۱۳۷۶)
- رقص کاغذ پاره (۱۳۷۷)
- پس تا فردا و دل سگ (۱۳۷۸)
- یک دقیقه تا سکوت (۱۳۷۹)
- افسون معبد سوخته (۱۳۸۰)
- همان همیشگی – زمزمه مردگان – رازها و دروغها (۱۳۸۱)
- خواب در فنجان خالی – شب هزار و یکم (۱۳۸۳)
- نمایشنامه‌خوانی آدم‌های خیس (۱۳۸۳)
- شکلک (مهر ۱۳۸۳)
- با دهان بند سکوت (مهر ۱۳۸۳)
- زمزمهٔ مردگان (آذر ۱۳۸۳)
- هی مرد گنده گریه نکن! (دی ۱۳۸۳)
- منطقهٔ اشغال شده (بهمن ۱۳۸۳ - در جشنوارهٔ تئاتر فجر)
- نورا (تابستان ۱۳۸۹ علیرضا کوشک جلالی)
- افسون معبد سوخته (مهر و آبان ۱۳۹۵) کیومرث مرادی، تهران، ایرانشهر - سالن استاد سمندریان
- یک دقیقه و سیزده ثانیه (مرداد ۱۳۹۶) شهرام گیل آبادی، تهران، ایرانشهر - سالن استاد سمندریان
- اتاق محترم(۱۴۰۱) سالن شهرزاد

### مجموعه تلویزیونی
| نام اثر              | کارگردان       | سال ساخت | شبکه | نقش           |
| -------------------- | -------------- | -------- | ---- | ------------- |
| آئینه (سری سوم)      | غلامحسین لطفی  | (۱۳۶۶)   | ۱    |               |
| خانواده حمزه‌علی خان  | محمدباقر خسروی | (۱۳۷۲)   |      |               |
| مسافر                | سیروس مقدم     | (۱۳۷۹)   | ۵    | منیژه         |
| وکیل                 | سیروس مقدم     | (۱۳۷۹)   | ۵    |               |
| پلیس جوان            | سیروس مقدم     | (۱۳۸۰)   | ۳    | شیرین         |
| راز سکوت             | حسین حکمت جو   | (۱۳۸۱)   | ۲    |               |
| جستجوگران            | محمدعلی سجادی  | (۱۳۸۸)   |      |               |
| زیر هشت              | سیروس مقدم     | (۱۳۸۹)   | ۱    | منیژه کارخانه |
| تعبیر وارونه یک رؤیا | فریدون جیرانی  | (۱۳۹۴)   | ۱    | ژاله          |
| دلدادگان             | منوچهر هادی    | (۱۳۹۶)   | ۳    | افسانه مشکات  |
| خنداننده شو          | رامبد جوان     | (۱۳۹۷)   | نسیم |               |

### نمایش خانگی
| سال پخش | نام سریال   | کارگردان       | نقش          |
| ------- | ----------- | -------------- | ------------ |
| ۱۳۹۵    | عاشقانه     | منوچهر هادی    | ریحانه رستاک |
| ۱۳۹۹    | ملکه گدایان | حسین سهیلی‌زاده | خورشید یکتا  |
| ۱۴۰۱    | پوست شیر    | جمشید محمودی   | لیلا برزگر   |

## جایزه‌ها و نامزدی‌ها
- کاندید بهترین بازیگر نقش مکمل زن در بیست و چهارمین جشنواره فیلم فجر برای فیلم چهارشنبه سوری
- کاندید بهترین بازیگر زن سینما در نهمین جشن حافظ برای فیلم چهارشنبه سوری
- برنده تندیس بهترین بازیگر نقش مکمل زن در دهمین جشن خانه سینما برای فیلم چهارشنبه سوری
- برنده سیمرغ بلورین نقش مکمل زن در بیست و پنجمین جشنواره فیلم فجر برای فیلم بچه‌های ابدی
- نامزد بهترین بازیگر زن سینما در یازدهمین جشن دنیای تصویر برای فیلم بچه‌های ابدی
- نامزد بهترین بازیگر نقش مکمل زن در یازدهمین جشن خانه سینما برای فیلم بچه‌های ابدی
- نامزد بهترین بازیگر نقش مکمل زن در سومین جشن منتقدان و نویسندگان برای فیلم صندلی خالی
- نامزد بهترین بازیگر نقش مکمل زن در چهارمین جشن منتقدان و نویسندگان سینمای ایران برای فیلم هیچ
- نامزد بهترین بازیگر زن سینما در سیزدهمین جشن دنیای تصویر برای فیلم هیچ
- نامزد بهترین بازیگر زن بخش نگاه نو در سی امین جشنواره فیلم فجر برای فیلم میگرن
- نامزد بهترین بازیگر نقش اول زن در ششمین جشن منتقدان و نویسندگان برای فیلم بی خود و بی جهت
- نامزد بهترین بازیگر زن بخش نگاه نو در سی و یکمین جشنواره فیلم فجر برای فیلم روز روشن
- نامزد بهترین بازیگر زن سینما در پانزدهمین جشن دنیای تصویر برای فیلم روز روشن
- نامزد بهترین بازیگر نقش مکمل زن در شانزدهمین جشن خانه سینما برای فیلم من مادر هستم
- نامزد بهترین بازیگر نقش اول زن در هفدهمین جشن خانه سینما برای فیلم بیگانه
- نامزد بهترین بازیگر زن سینما در شانزدهمین جشن دنیای تصویر برای فیلم بیگانه
- نامزد بهترین بازیگر نقش مکمل زن در هشتمین جشن منتقدان و نویسندگان برای فیلم بیگانه
- نامزد بهترین جایزه زن سینما در جشن حافظ برای فیلم شنای پروانه
- نامزد بهترین بازیگر درام تلویزیون در جشن حافظ برای سریال پوست شیر